# Francis Simon
Francis Simon, nascido Franz Eugen Simon (2 de julho de 1893 — 31 de outubro de 1956), foi um físico-químico alemão.

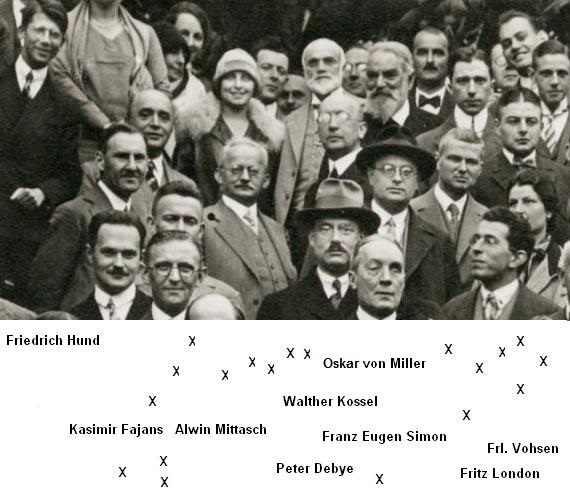
Franz Eugen Simon 1928 no encontro da Sociedade Bunsen Alemã de Físico-Química

## Condecorações e honrarias
- Fellow of the Royal Society, 1941
- CBE, 1946
- Medalha Rumford, 1948
- Knighted, 1954